# Parc Saint Donat de Louvain

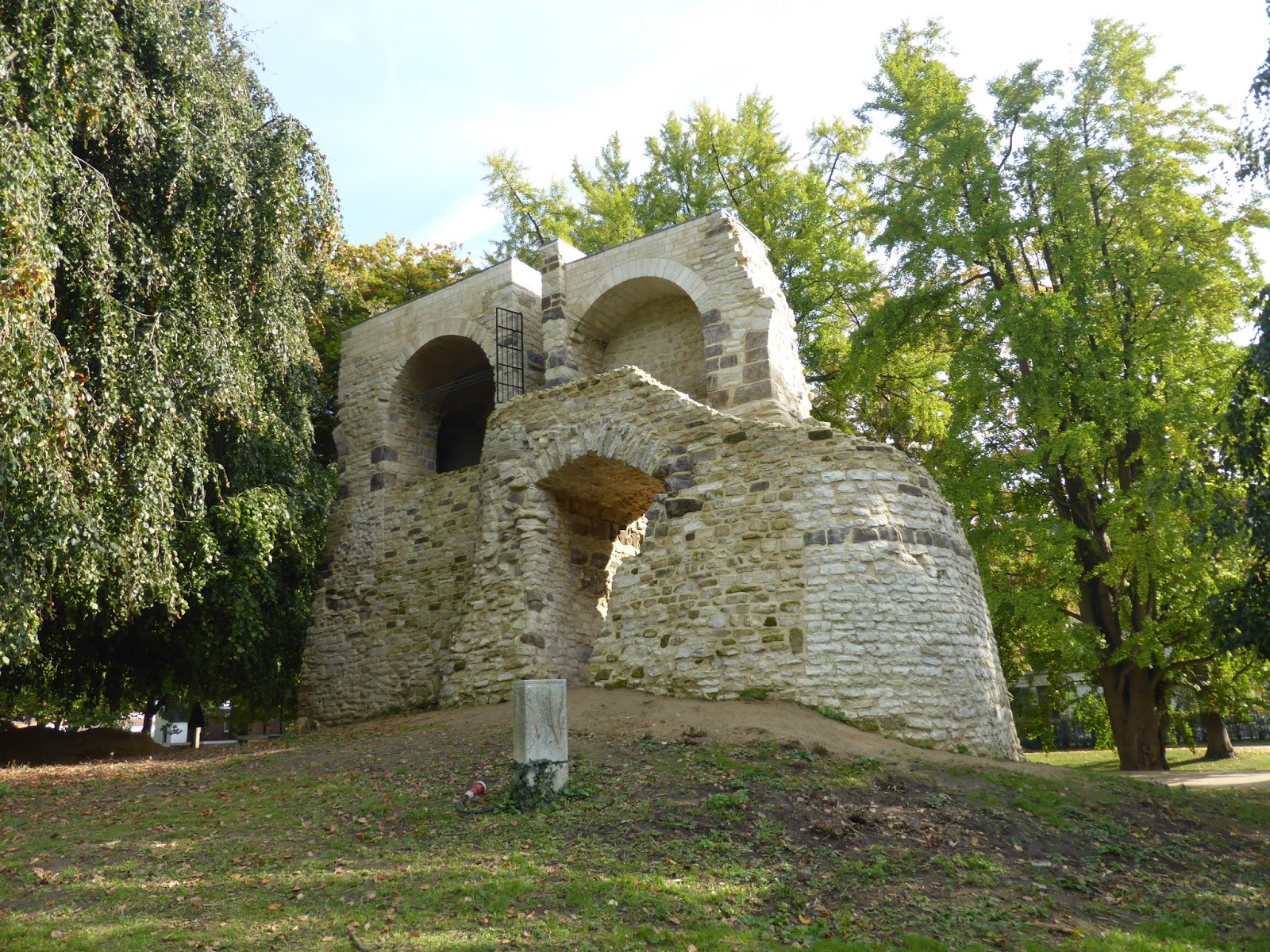
Remparts rénovés de la ville de Louvain.

Le parc Saint-Donat de Louvain (néerlandais : Sint Donatuspark) est un parc urbain situé à Louvain, en Région flamande, en Belgique. 

## Description
Le parc date de 1875. Il a été aménagé dans un style paysager à l'anglaise entre 1869[réf. nécessaire] et 1875, et a été redessiné entre 1993 et 1998. Il couvre une superficie d'environ 2,4 hectares. Le parc est également nommé Het stadspark (le parc de la ville) ou Gielenhof (la cour dorée).
Le parc contient des vestiges du premier mur autour de la ville de Louvain du XXIe siècle. Il s'agit d'un fragment de mur et de deux tours, construites en grès et en grès ferrugineux. Un kiosque à musique semi-circulaire en fonte et bois conçu par l'architecte municipal Eugène Frische à partir de 1898, qui a remplacé un ancien kiosque chinois de 1835. La porte d'entrée classique en pierre dure de l'ancien collège Van de Wynckele sur Tiensestraat, qui a été transférée au parc et est l'entrée principale depuis 1957.
Un buste de l'écrivain et poète Albert Giraud dessiné par Victor Rousseau est inauguré en 1935. La statue d'Abraham qui a été placée dans la Broekstraat par l'Association Royale des Hommes et Femmes de l'année en 1975 et a ensuite été transférée à l'entrée du parc de la ville. La statue Kamerood sesteg que les Hommes de l'année ont offerte à la ville de Louvain en 2000. La statue est une création de Jan Rosseels.

## Galerie

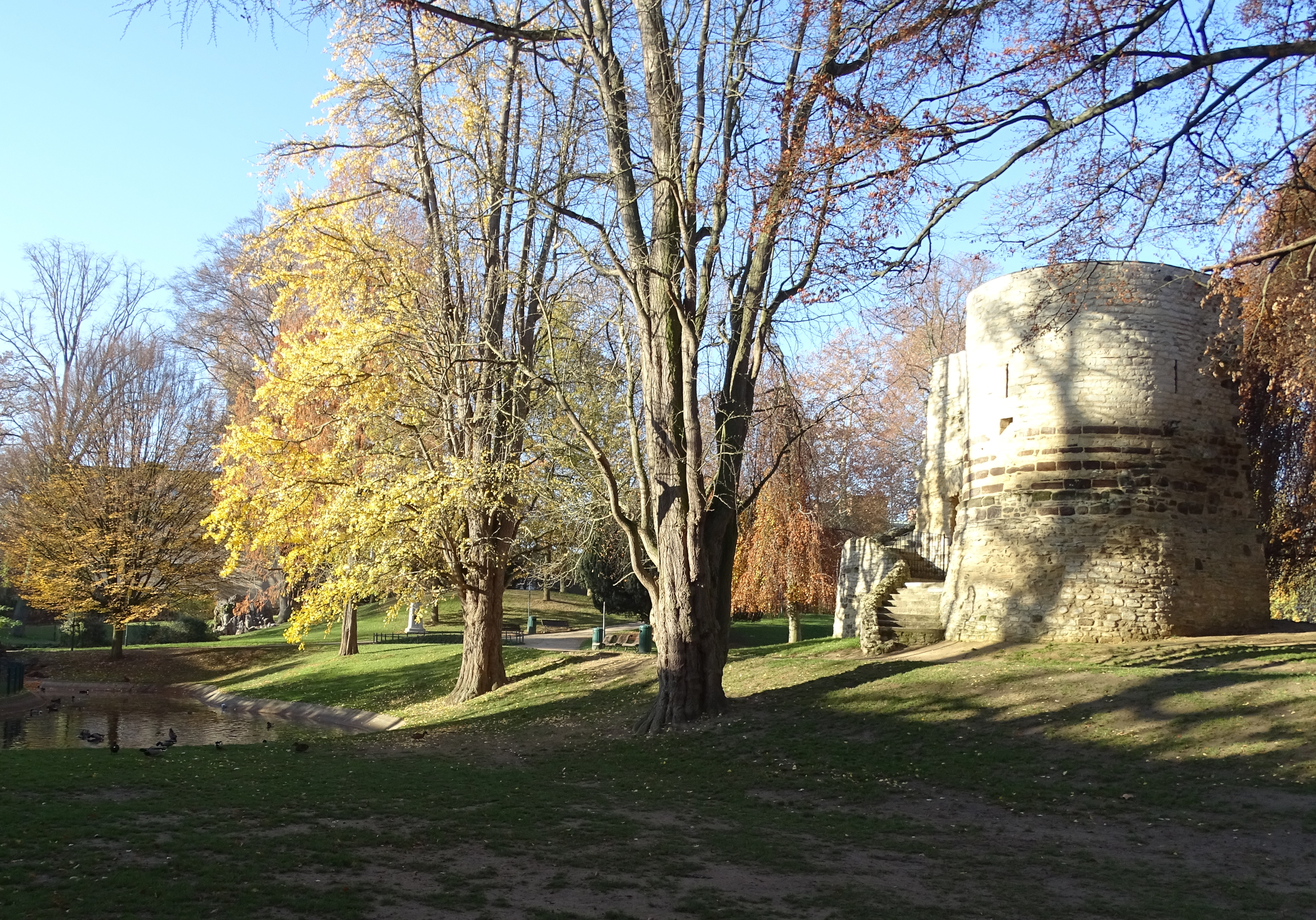
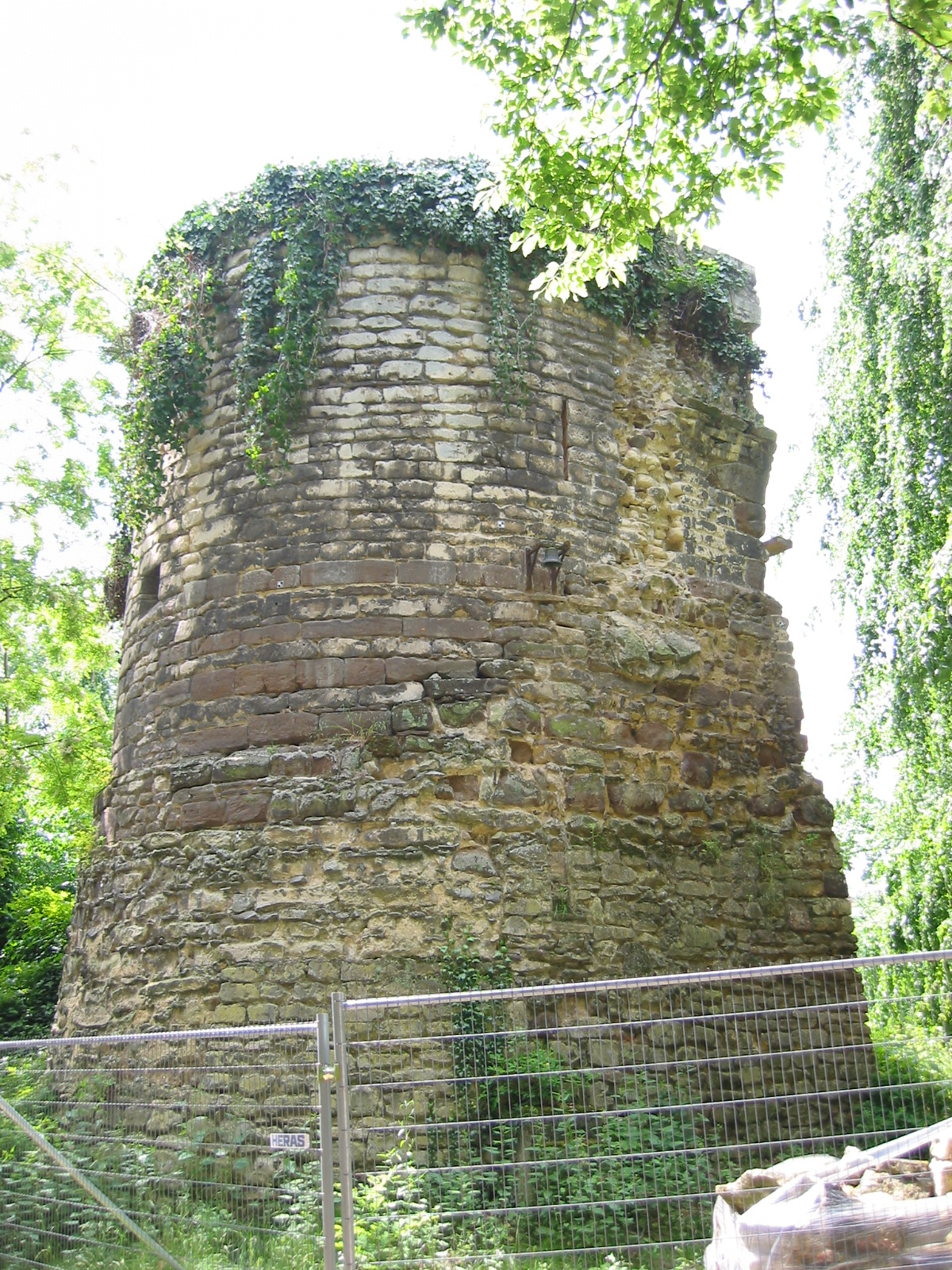
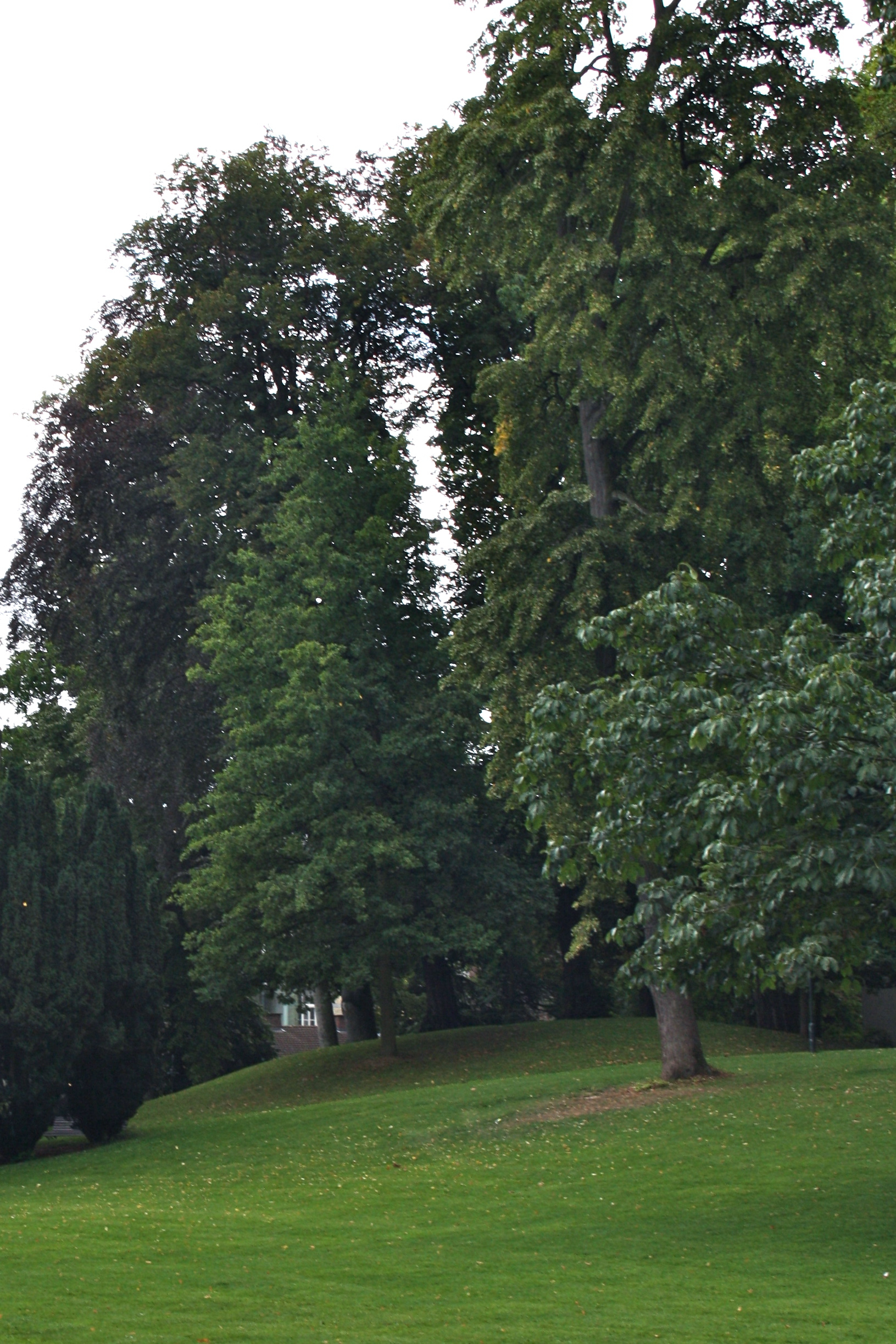
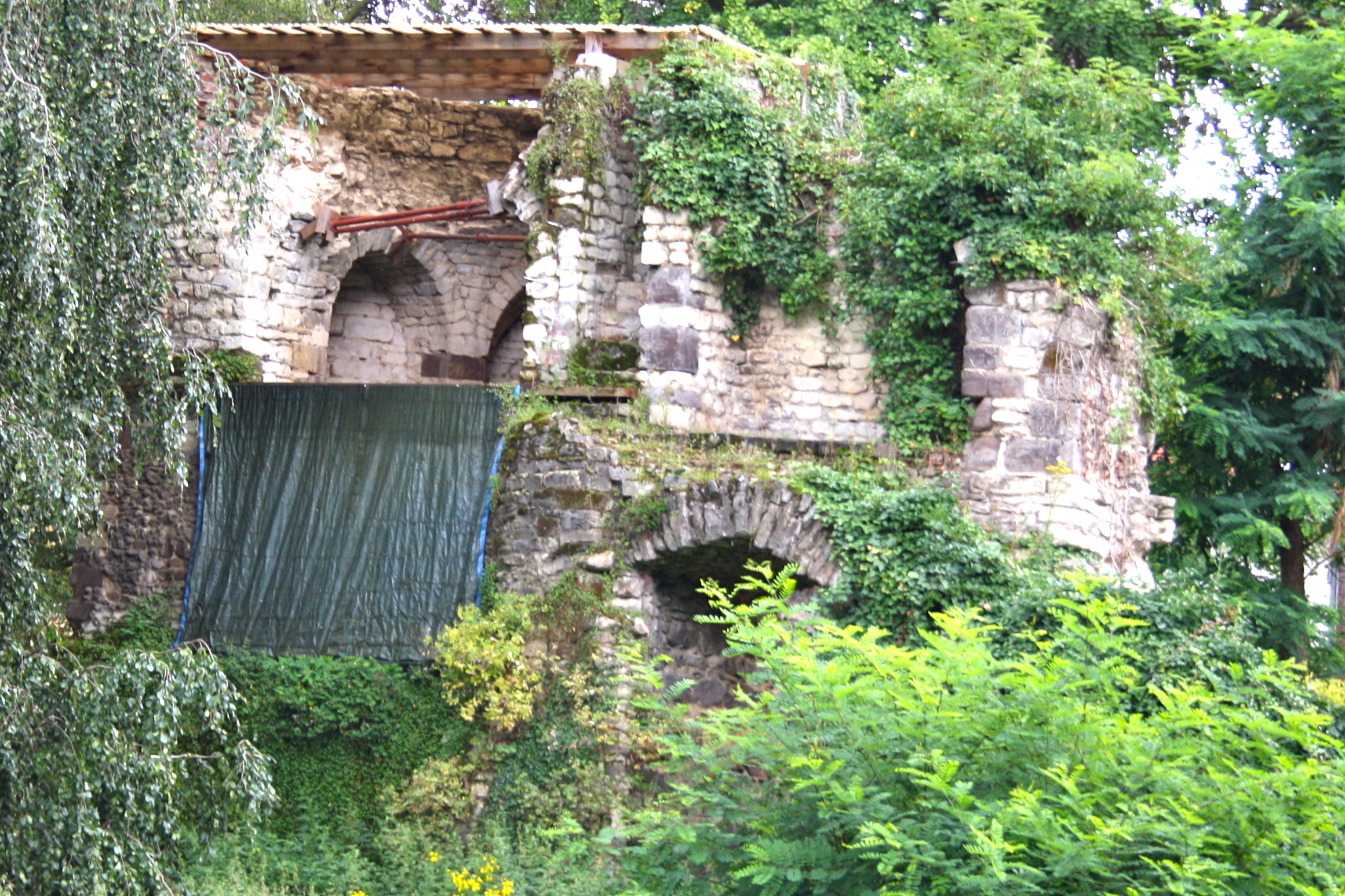
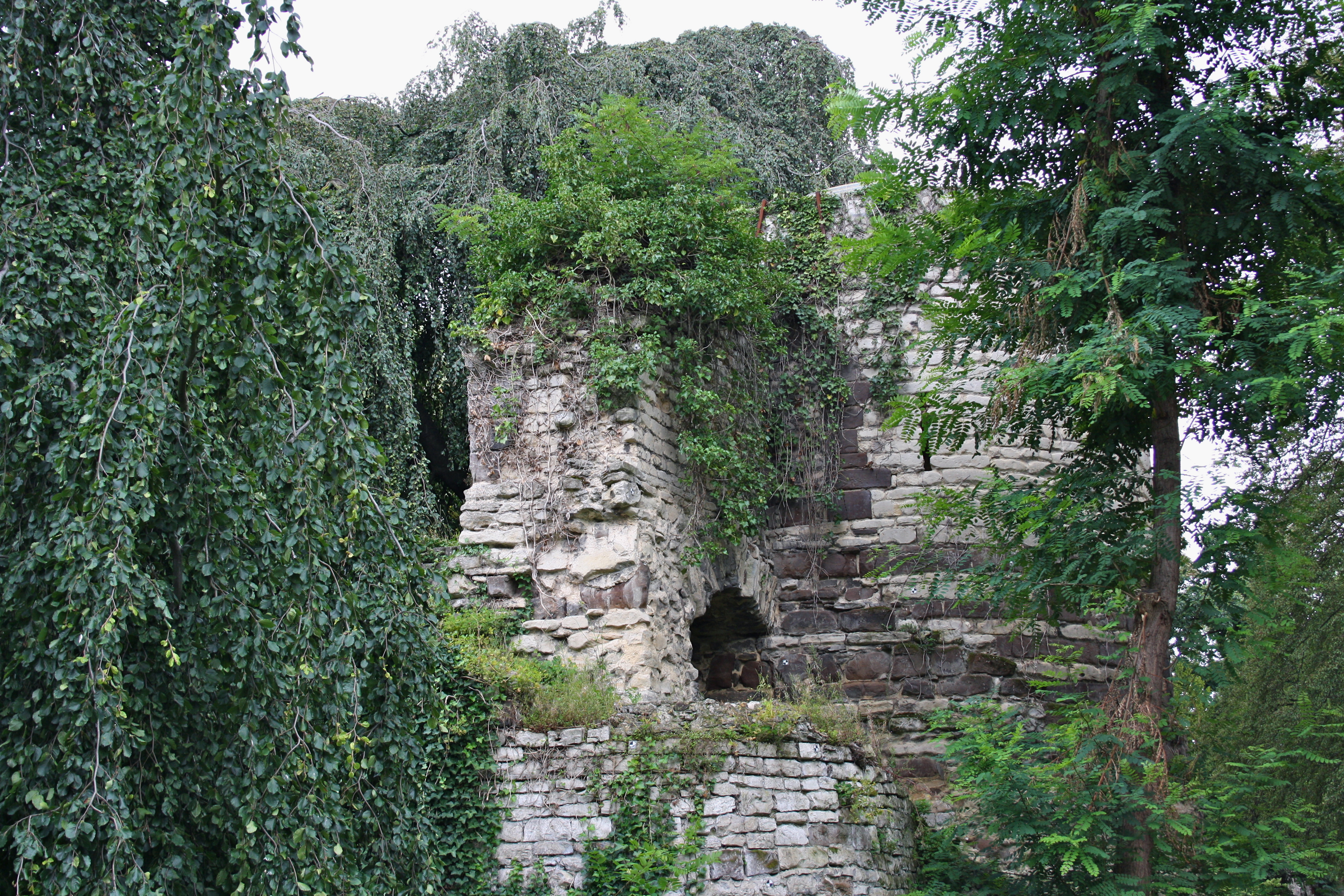
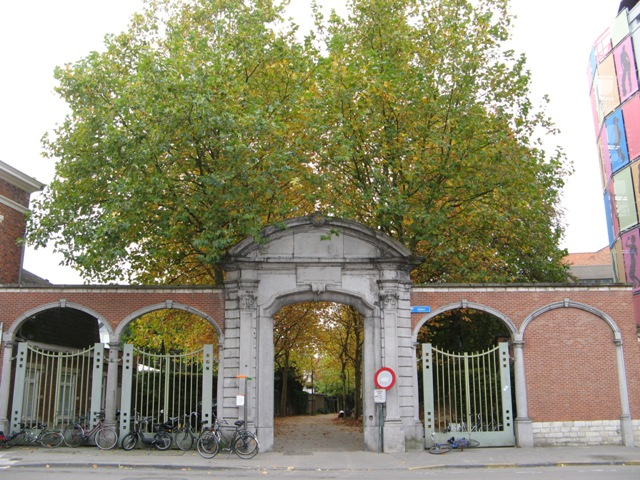
Portail d'entrée de l'ancien collège Van de Wynckele.
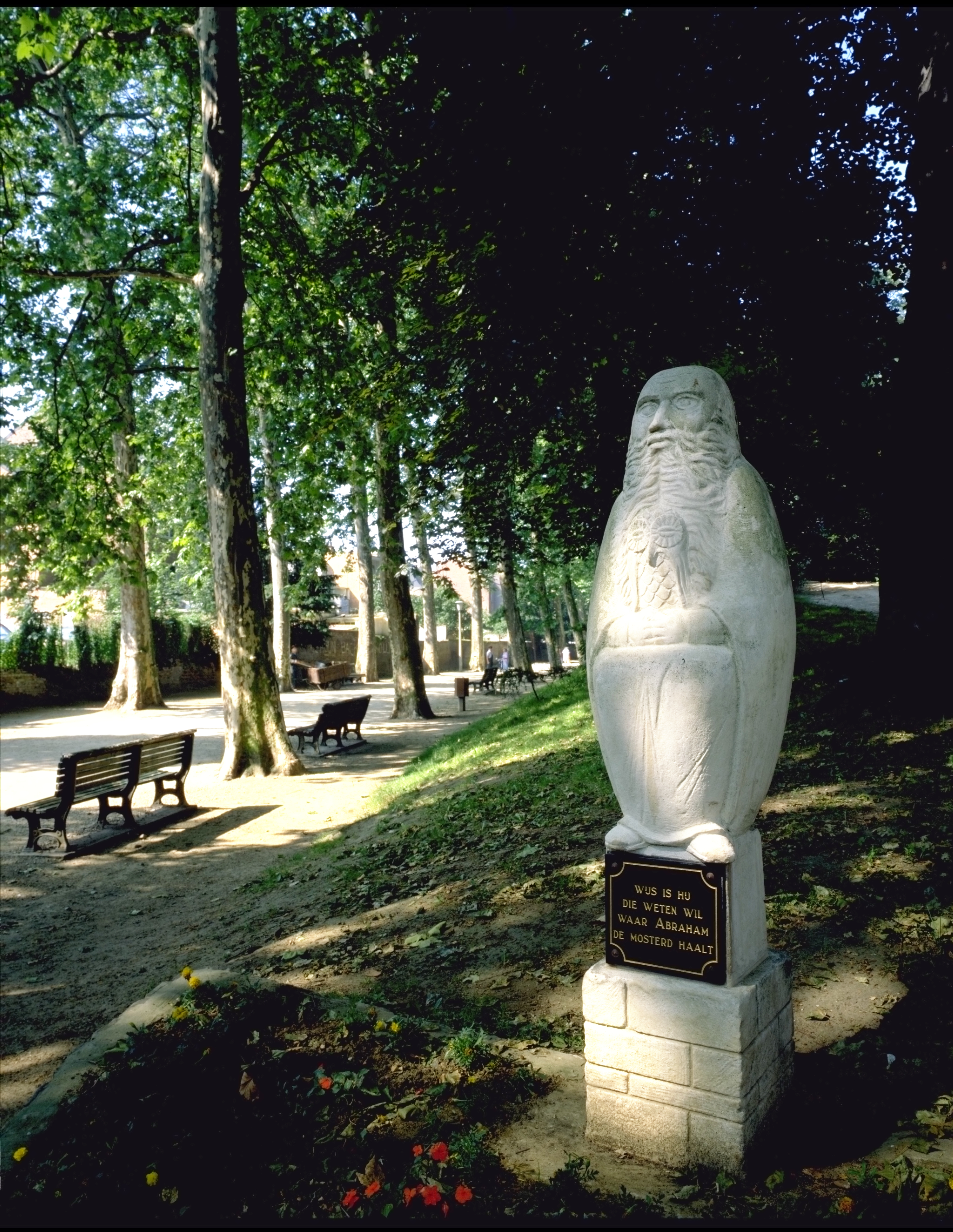
Statue d'Abraham (1975).
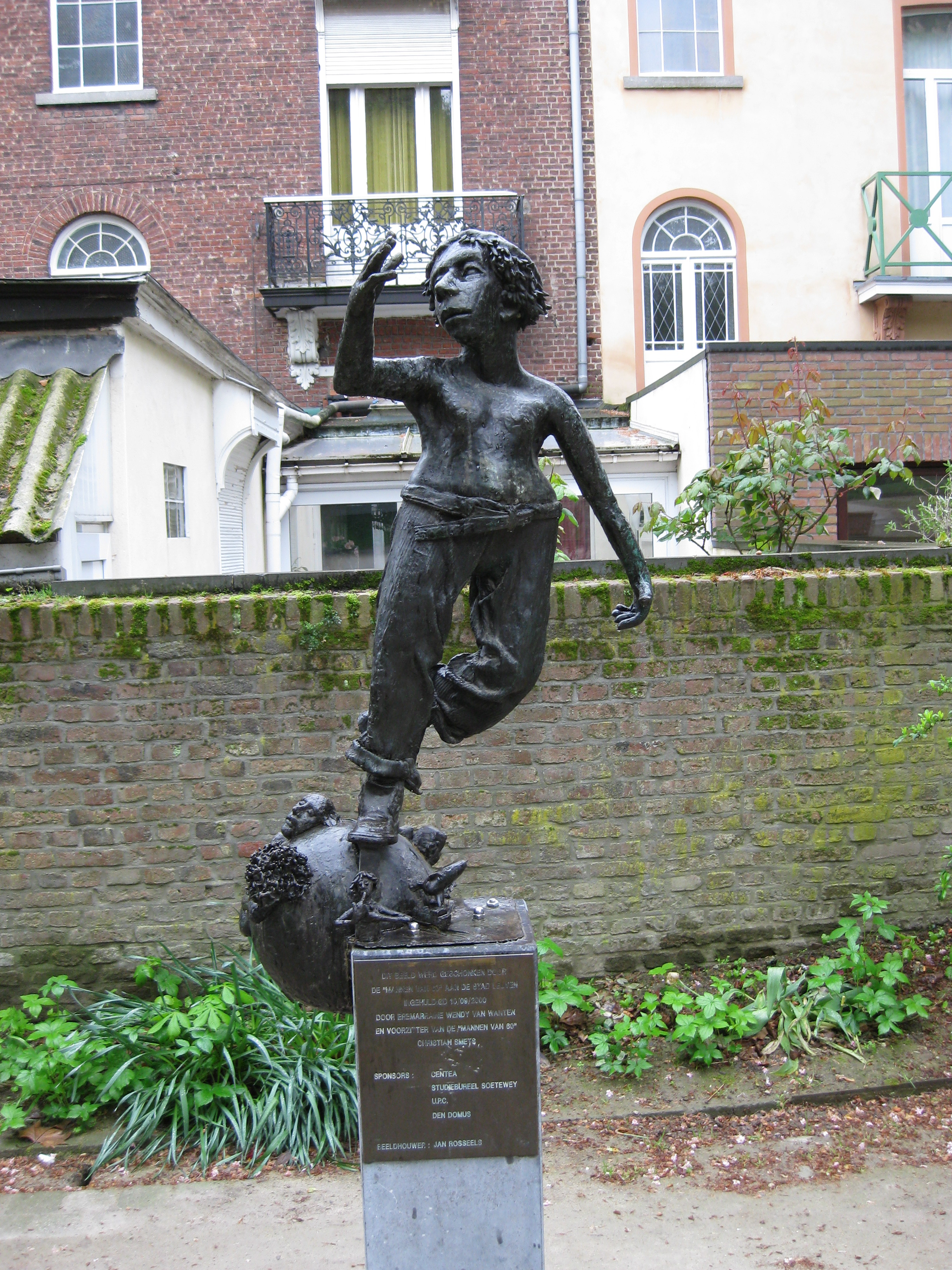
Statue de bronze de Jan Rosseels.